# Železniško postajališče Veržej
Železniško postajališče Veržej je eno izmed železniških postajališč v Sloveniji, ki služi naselju Veržej.
Leži na ulici Banovci 1.
| Predhodna postaja/postajališče | Slovenske železnice | Slovenske železnice                                    | Slovenske železnice | Naslednja postaja/postajališče |
| ------------------------------ | ------------------- | ------------------------------------------------------ | ------------------- | ------------------------------ |
| Grlava                         |                     | Slovenske železnice Železniška proga Ormož–Hodoš–d. m. |                     | Lipovci                        |